# Кража из музея «Зелёный свод»
Крупномасштабная кража произведений искусства из Дрезденского дворца-резиденции произошла утром 25 ноября 2019 года. Общая стоимость похищенных произведений искусства и драгоценностей составляет примерно один миллиард евро.
В пять часов утра одна группа преступников устроила пожар трансформатора для того, чтобы отключить охранную сигнализацию. Затем другая группа преступников проникла в помещение «Зелёный свод» галереи и унесла часть драгоценностей.
Преступники похитили двенадцать ювелирных изделий, в том числе — дрезденский белый бриллиант и рубиновый гарнитур Августа III.
В подземном гараже найдена сожжённая машина воров. Опубликовано видео кражи сокровищницы в Дрездене. Чтобы забрать драгоценности, преступникам хватило нескольких минут. В краже участвовало четыре человека.
Кража названа чёрным днём. Музейное сообщество боится раздробления колье на части для незаконной перепродажи. В историческом значении предметы считаются бесценными.
За информацию об украденном было назначено вознаграждение 500 тысяч евро. Преступление расследовало 40 следователей.
17 ноября 2020 г. были задержаны трое подозреваемых.
17 мая 2021 г. был задержан ещё один подозреваемый.
В декабре 2022 года стало известно, что большая часть украденных предметов была возвращена. Тридцать один предмет был возвращен в музей после его изъятия берлинскими властями, после того как адвокаты шести подозреваемых, содержащихся под стражей, сообщили им о его местонахождении. Эта информация была предоставлена в рамках предварительных переговоров между сторонами защиты и обвинения в целях достижения потенциального соглашения, в результате которого все предметы были бы возвращены.